# Гуров, Степан Петрович
Степа́н Петро́вич Гу́ров (1842 — 24 февраля 1878) — майор русской армии, участник Русско-турецкой войны (1877—1878).

## Биография
Происходил из дворян Орловской губернии. В офицерском чине с 16 июня 1861 года. Майор с 19 сентября 1873 года. Служил в 73-м Крымском пехотном полку, командовал 3-м батальоном этого полка. Являлся штатным слушателем Военно-юридической академии.
Во время русско-турецкой войны (1877―1878) в битве при Даяре 9 июня 1877 года командир полка Слюсаренко получил смертельное ранение, и Гуров как единственный остававшийся на тот момент в полку штаб-офицер, принял командование полком. За отличие в освобождении баязетского гарнизона 28 июня того же года он был награждён орденом Св. Владимира 4-й степени.
24 февраля 1878 года умер от тифа.

## Награды
- Орден Святого Владимира 4-й степени с мечами и бантом (1878).